# Alcalá de la Selva
Alcalá de la Selva település Spanyolországban, Teruel tartományban. Alcalá de la Selva Cabra de Mora, El Castellar, Cedrillas, Linares de Mora, Monteagudo del Castillo, Gúdar, Valdelinares, Nogueruelas és Mora de Rubielos községekkel határos. Lakosainak száma 378 fő (2024).

## Népesség
A település lakosságának változását az alábbi diagram mutatja:
| Lakosok száma | 494  | 523  | 510  | 513  | 496  | 424  | 369  | 343  | 383  | 378  |
|               | 2001 | 2004 | 2007 | 2009 | 2012 | 2014 | 2017 | 2019 | 2022 | 2024 |